# Принципи Патіна
Принципи Патіна — положення, згідно з яким (Патин, 1985), чим  токсичніша речовина, тим вужча для неї зона токсичного впливу на організм. Перехід від  стимулювання до  інгібування біопродукційних процесів може відбуватися в дуже вузькому діапазоні концентрацій (особливо для  ртуті і  міді). Принципи Патіна експериментально підтверджені В. А. Мошану (1988) в дослідах по впливу міді на інтенсивність споживання їжі  гідробіонтами.